# Firmware
U računarstvu , Firmver (engl. Firmware) je posebna vrsta računarskog softvera koji obezbeđuje kontrolu niskog nivoa (engl. low-level control) za određene tipove uređaja. Firmver, kao što je BIOS personalnog računara, može da sadrži osnovne funkcije uređaja i može da pruža usluge apstrakcije hardvera softveru višeg nivoa kao što su operativni sistemi. Za manje složene uređaje, firmver može da deluje kao kompletan operativni sistem uređaja, obavljajući sve funkcije kontrole, nadgledanja i manipulacije podacima. Tipični primeri uređaja koji sadrže firmver su ugrađeni sistemi, kućni aparati, aparati za ličnu upotrebu, računari i računarske periferije .
Firmver se čuva u nepostojanim memorijskim uređajima kao što su ROM, EPROM, EEPROM i fleš memorija. Ažuriranje firmvera zahteva fizičku zamenu ROM integrisanih kola ili reprogramiranje EPROM-a ili fleš memorije kroz posebnu proceduru. Neki memorijski uređaji sa firmverom su trajno instalirani i ne mogu se menjati nakon proizvodnje. Uobičajeni razlozi za ažuriranje firmvera su ispravljanje grešaka ili dodavanje funkcija uređaju.

## Istorija
Ašer Opler je skovao termin firmware u članku Datamation iz 1967. godine.  U ovom članku, Opler je ukazivao na novu vrstu kompjuterskog programa koji je imao drugačiju praktičnu i psihološku svrhu od tradicionalnih programa iz perspektive korisnika.
Kako su računari postajali sve složeniji, postalo je jasno da je potrebno prvo inicijalizovati i pokrenuti različite programe kako bi se obezbedilo konzistentno okruženje neophodno za pokretanje složenijih programa prema nahođenju korisnika. Ovo je zahtevalo programiranje računara da automatski pokreće te programe. Štaviše, kako su kompanije, univerziteti i trgovci hteli da prodaju računare laicima sa malo tehničkog znanja, veća automatizacija je postala neophodna kako bi se laičkom korisniku omogućilo da lako pokreće programe. Ovo je dovelo do vrste softvera koji korisnik ne pokreće svesno, dovelo je do vrste softvera za koji laički korisnik čak nije ni svestan da postoji. 
Prvobitno je to značilo da se u kontrolnom skladištu (mala specijalizovana memorija velike brzine), nalazi mikrokod koji definiše i implementira skup instrukcija računara, koji se može ponovo učitati da bi specijalizovao ili modifikovao instrukcije koje centralna procesorska jedinica (CPU) izvršava. Prvobitno firmver je bio u suprotnosti sa hardverom (sam CPU) i softverom (normalne instrukcije koje se izvršavaju na CPU-u). Nije bio sastavljen od procesorskih mašinskih instrukcija, već od mikrokoda nižeg nivoa uključenog u implementaciju mašinskih instrukcija. Postojao je na granici između hardvera i softvera. Odakle je i potekao naziv firmver. Vremenom je česta upotreba proširila reč firmver za označavanje bilo kog računarskog programa koji je direktno povezan sa hardverom, uključujući BIOS na računarima, pokretačke programe na telefonima, kontrolne sisteme za jednostavne elektronske uređaje kao što su mikrotalasne pećnice, daljinski upravljači i računarske periferije.

## Upotreba

### Personalni računari
U nekim aspektima, komponente firmvera su jednako važne kao i operativni sistem u računaru. Međutim, za razliku od većine modernih operativnih sistema, firmver retko ima dobro razvijen automatski mehanizam ažuriranja kako bi se rešili problemi sa funkcionalnošću otkriveni nakon isporuke jedinice.
BIOS se može "ručno" ažurirati od strane korisnika preko malog uslužnog programa. Nasuprot tome, firmver u uređajima za masovno skladištenje (tvrdi diskovi, optički diskovi, memorija fleš memorije, SSD uređaji) se retko ažurira, čak i kada se koristi fleš memorija (umesto ROM, EEPROM)  za skladištenje firmvera.
Većina računarskih perifernih uređaja su i sami računari posebne namene. Uređaji kao što su štampači, skeneri, veb kamere i USB fleš diskovi imaju interno uskladišteni firmver. Neki od ovih uređaja takođe imaju mogućnost nadogradnje svog firmvera od strane korisnika.
Neki jeftini periferni uređaji više ne sadrže nepromenljivu memoriju za skladištenje firmvera, već se umesto toga oslanjaju na računar da prenese program za kontrolu uređaja sa memorije računara, eksterne memorije ili CD-a.

### Kućni aparati i proizvodi za ličnu upotrebu
Od 2010. većina prenosivih muzičkih plejera podržava nadogradnju firmvera. Neke kompanije koriste ažuriranja firmvera za dodavanje novih formata datoteka (kodeka) za reprodukciju . Druge funkcije koje se mogu promeniti sa ažuriranjima firmvera uključuju grafički korisnički interfejs (engl. Graphical User Interface (GUI)) ili čak trajanje baterije. Већина мобилних телефона имају funkciju nadogradnje firmvera preko internet iz istih razloga. Nadogradnjom firmvera proizvođači mogu poboljšati čak i kvalitet prijema signala mobilne telefonije i bežičnog interneta, kao i kvalitet zvuka.

### Automobili
Od 1996. godine većina automobila koristi računar u vozilu i različite senzore za otkrivanje mehaničkih problema. Od 2010. godine  moderna vozila takođe koriste različite sisteme bezbednosti koje su kontrolisane od strane računara, kao što su sistem protiv blokiranja točkova (ABS) , upravljane kontrolne jedinice menjača (TCU) i drugi. Vozač takođe može da dobije informacije na kontrolnoj  tabli, kao što su potrošnja goriva u realnom vremenu i očitavanja pritiska u gumama. Ovlašćeni servisi mogu da ažuriraju većinu firmvera vozila.

### Primeri
Primeri firmvera:
- U proizvodima za kuću i ličnu upotrebu:
  - Kontrolni sistemi za mašine za pranje veša
  - Kontrolisanje zvučnih i video podešavanja, kao i liste kanala, u modernim televizorima
- U računarima
  - BIOS - može se naći u starijim IBM računarima.
  - (U)EFI koji se koristi na Itanium sistemima, Mac računarima baziranim na Intel platformi kao  i mnogim novijim računarima.
  - Firmver hard diska , SSD uređaja ili optičkog diska
  - Video BIOS grafičke kartice
  - Open Firmware, koji se koristi u računarima baziranim na SPARC-u, koje proizvodi kompanije Sun Microsystems i Oracle Corporation, PowerPC baziranim računarima kompanije Apple i računarima kompanije Genesi
  - ARCS, koji se koristi u računarima kompanije Silicon Graphics
  - Kickstart, koji se koristi u Amiga liniji računara
  - RTAS (Run-Time Abstraction Services), koji se koristi u računarima kompanije IBM.
  - The Common Firmware Environment (CFE)
- U ruterima,mrežnim prekidačima (engl. switch) i zaštitnim zidovima (engl, firewall):
  - LibreCMC - besplatan softver rutera zasnovan na Linux-libre kernelu
  - IPFire - distribucija zaštitnog zida/rutera otvorenog koda zasnovana na Linux kernelu
  - fli4l - distribucija zaštitnog zida/rutera otvorenog koda zasnovana na Linux kernelu
  - OpenWrt - distribucija zaštitnog zida/rutera otvorenog koda zasnovana na Linux kernelu
  - m0n0wall - distribucija zaštitnog zida FreeBSD-a
  - vlasnički firmver
- U NAS (network attached storage) sistemima:
  - NAS4Free  – NAS operativni sistem otvorenog koda zasnovan na FreeBSD-u.
  - Openfiler  – NAS operativni sistem otvorenog koda zasnovan na Linux kernelu.
  - Vlasnički firmver